# Pelishat Point
Der Pelishat Point (englisch; bulgarisch нос Пелишат nos Pelischat) ist eine Landspitze im Nordwesten von Greenwich Island im Archipel der Südlichen Shetlandinseln. Sie bildet das südliche Ende der Artschar-Halbinsel und liegt 2,4 km südöstlich des Duff Point und 3,9 km nordöstlich des Pomorie Point.
Bulgarische Wissenschaftler kartierten sie 2009. Die bulgarische Kommission für Antarktische Geographische Namen benannte sie 2010 nach der bulgarischen Ortschaft Perischat im Norden Bulgariens.